# Cavaller lladre
|  | Per a altres significats, vegeu «Baró lladre». |

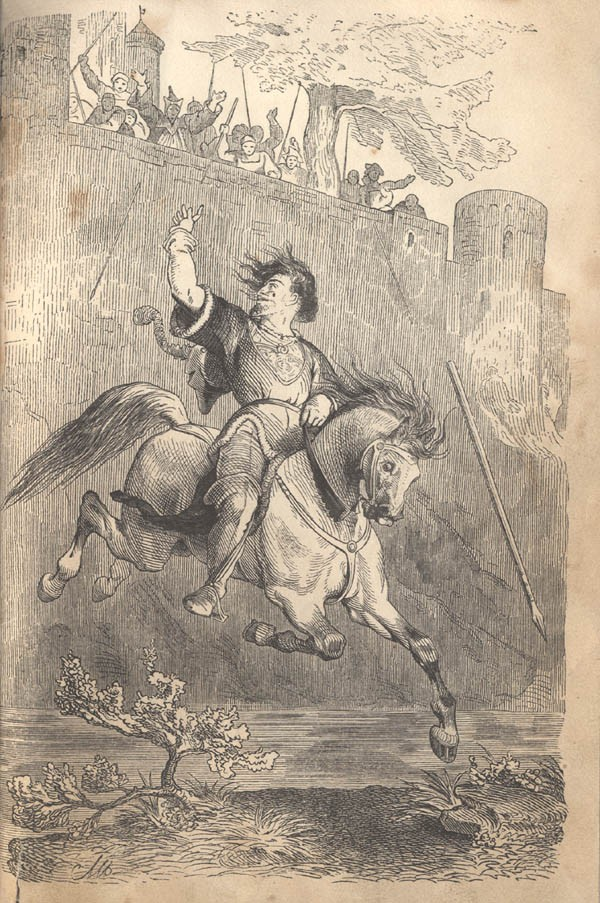
El llegendari Raubritter Eppelein von Gailingen (1311–1381) durant la seva fugida del castell de Nuremberg

Un cavaller lladre o baró lladre (en alemany: Raubritter) era un terratinent feudal sense escrúpols que, protegit per l'estatus legal del seu feu, imposava elevats impostos i peatges als seus vassalls, fora de la norma, superant el màxim establert per una autoritat superior. En alguns casos arribaven a recórrer al bandolerisme contra els súbdits. El terme en alemany va ser encunyat per Friedrich Bottschalk el 1810. Durant el període de la història del Sacre Imperi Romanogermànic conegut com el Gran Interregne (1250-1273), el nombre d'estacions de peatge controlades per cavallers lladres es va disparar en absència de l'autoritat imperial.